# Daniel Adolphsson
Daniel Adolphsson, född 29 september 1716 i Misterhults församling, Kalmar län, död 19 juli 1792 i Risinge församling, Östergötlands län, var en svensk präst.

## Biografi
Adolphsson föddes 29 september 1716 på Virserum i Misterhults socken. Han var son till hautboisten Heinrich Johan Adolph och Brita Millberg. Adolphsson blev höstterminen 1737 student vid Uppsala universitet. Han prästvigdes 12 november 1749 och blev huspredikant på Ekenäs slott i Örtomta församling. Adolphsson blev 1750 kyrkoherde i Danderyds församling och var respondens vid 1757 års prästmötet i Uppsala. Han blev 29 januari 1772 kyrkoherde i Risinge församling och samma år utnämndes han till prost. Adolphsson blev 21 maj 1777 kontraktsprost i Bergslags kontrakt. Han avled 1792 i Risinge församling] och begravdes 24 juli samma år.
Under sin tid som kyrkoherde i församlingen startade han två skolor.